# Charlotte Rae
Charlotte Rae Lubotsky (Milwaukee, 22 april 1926 – Los Angeles, 5 augustus 2018) was een Amerikaans actrice. 
Ze werd in 1975 genomineerd voor een Primetime Emmy Award voor haar bijrol als Helen in de televisiefilm Queen of the Stardust Ballroom. Een tweede nominatie volgde in 1982 voor haar hoofdrol als Edna Garrett in de komedieserie The Facts of Life. Rae maakte haar acteerdebuut in 1954 in een aflevering van de anthologieserie The United States Steel Hour. Haar eerste rol op het grote scherm volgde in 1969, als Myrtle Ruth in de sciencefictionkomedie Hello Down There.

## Filmografie
*Exclusief 15 televisiefilms
- Ricki and the Flash (2015)
- Love Sick Love (2012)
- Christmas Cottage (2008)
- You Don't Mess with the Zohan (2008)
- The Tangerine Bear: Home in Time for Christmas! (2000, stem)
- Nowhere (1997)
- Thunder in Paradise (1993)
- Tom and Jerry: The Movie (1992, stem)
- Hair (1979)
- Rabbit Test (1978)
- Sidewinder 1 (1977)
- The Hot Rock (1972)
- Bananas (1971)
- Jenny (1970)
- Hello Down There (1969)

## Televisieseries
*Exclusief eenmalige gastrollen in 40+ andere series
- ER - Roxanne Gaines (2008, vier afleveringen)
- 101 Dalmatians: The Series - stem Nanny (1997-1998, 43 afleveringen)
- Sisters - Mrs. Gump (1994-1995, drie afleveringen)
- The Facts of Life - Edna Garrett (1979-1986, 145 afleveringen)
- The Love Boat - Ellen van Bowe (1982, twee afleveringen)
- Diff'rent Strokes - Edna Garrett (1978-1984, 37 afleveringen)
- Hello, Larry - Edna Garrett (1979, drie afleveringen)
- Hot L Baltimore - Mrs. Bellotti (1975, dertien afleveringen)
- The Paul Lynde Show - Tante Charlotte (1972, twee afleveringen)
- Sesame Street - Molly the Mail Lady (1971-1972, acht afleveringen)
- New York Television Theatre - Verschillende (1966-1968, twee afleveringen)
- Car 54, Where Are You? - Sylvia Schnauser (1961-1963, elf afleveringen)

## Privé
Rae trouwde in 1951 en kreeg twee zoons. Het huwelijk eindigde in 1976 in een scheiding.
- Bibsys: 9026625
- Bibliothèque nationale de France: cb14218488j (data)
- Gemeinsame Normdatei: 134786181
- International Standard Name Identifier: 0000 0000 7880 1941
- Library of Congress Control Number: n87922149
- MusicBrainz: dce6ff3b-6df0-4213-a19f-dfdcce33dd25
- Nationale Bibliotheek van Israël: 987007297828705171
- SNAC: w6fn181j
- Virtual International Authority File: 38447754
- WorldCat: E39PBJdWRPCtfGv3jCvq9Dycfq